# Анушаван Гасан-Джалалов
Анушаван Гасан-Джалалов (23 квітня 1947) — вірменський академічний веслувальник.
Бронзовий призер Олімпійських Ігор 1976 року в складі розпашної четвірки без стернового.
Срібний призер Чемпіонату світу 1974, 1975 років у складі розпашної четвірки без стернового.
Бронзовий призер Чемпіонату Європи 1971 року в складі розпашної четвірки зі стерновим.